# Shawn Sheldon
Shawn Rodney Sheldon (ur. 18 listopada 1964 w Norwich w stanie Connecticut) – amerykański zapaśnik w stylu klasycznym. Dwa razy występował na Igrzyskach Olimpijskich w wadze do 52 kg. Odpadł w eliminacjach w Seulu 1988 roku, a w Barcelonie 1992 roku zajął 4 miejsce. Srebrny medalista Mistrzostw Świata w 1991 roku, trzykrotny medalista Igrzysk Panamerykańskich i Mistrzostw Panamerykańskich. Trzy razy wygrał w Pucharze Świata w 1989, 1992 i 1996; drugie miejsce w 1988, 1991, 1993 i 1995; trzecie w 1990; czwarte w 1994; piąte w 1985 i szóste w 1986. Po zakończeniu kariery pracował jako trener. W 2005 roku wybrany trenerem roku zapasów w stylu klasycznym w USA.